# Entre él y ella
Entre él y ella (en hangul, 남과여; romanización revisada, Namgwayeo) es una serie de televisión surcoreana dirigida por Lee Yoo-yeon y Park Sang-min, y protagonizada por Lee Dong-hae, Lee Seol, Im Jae-hyuk, Yoon Ye-ju, Choi Won-myeong, Baek Soo-hee, Kim Hyun-mok, Park Jeong-hwa y Yeon Je-hyung. Basada en el homónimo webtoon escrito por Hyeono, se emite por el servicio de cable Channel A desde el 26 de diciembre de 2023, los primeros cuatro episodios en horario de martes a las 22:30, y sucesivamente los viernes a las 23:10 (hora local coreana). También está disponible en las plataformas TVING y Viki para algunos países del mundo.

## Sinopsis
En sus días universitarios, Jung Hyun-sung y Han Sung-ok se enamoraron locamente el uno del otro. No podían imaginarse pasar un día separados, y soñaban con tener carreras exitosas que se complementaran, mientras se quedaban para siempre en los brazos del otro.
Siete años después la pareja está en crisis. Mientras que él se ha convertido en el diseñador de su propia y conocida marca de ropa, y ella en una diseñadora de joyas, sus carreras están lejos de ser estelares. Se acerca la noche anterior a su séptimo aniversario como pareja, pero ha pasado lo impensado: se han aburrido el uno del otro. Donde una vez vivió la pasión, ahora solo hay indiferencia y aburrimiento.

## Reparto

### Principal
- Lee Dong-hae como Jung Hyun-ung, un hombre que lanza ambiciosamente una marca de moda callejera, pero tiene dificultades.[4][5]
- Lee Seol como Han Sung-ok, una diseñadora de joyas que ha estado saliendo con Hyun-seong durante siete años.[4][6]
- Im Jae-hyuk como Oh Min-hyuk, una persona que no está interesada en el empleo, las citas o el matrimonio.[7][8]
- Yoon Ye-ju como Kim Hye-ryung, maestra de jardín de infantes.[7][8]
- Choi Won-myeong como Ahn Si-hoo, un hombre que constantemente le hace comentarios coquetos a Yoo-ju, que es seis años mayor que él.[9][10]
- Baek Soo-hee como Yoon Yoo-ju, una persona realista que quiere una relación estable.[9][10][11]
- Kim Hyun-mok como Kim Hyung-seop, el mejor amigo de Hyun-seong, hijo del presidente de una franquicia de dim sum.[7][12]
- Park Jeong-hwa como Ryu Eun-jeong, la mejor amiga de Seong-ok, modelo de ropa deportiva e influyente en las redes sociales.[7][13]
- Yeon Je-hyung como Kim Geon-yeop, director ejecutivo de Eom Chin-ah, una persona de buen corazón y compañero de estudios de Seong-ok en la universidad.[7][14]

### Secundario

#### Entorno de Seong-ok y Hyun-seong
- Baek Sung-hyun como Kim Jong-hyun, estudiante de último año de la universidad de Seong-ok que es diseñador de marcas de joyería.
- Shin Eun-jung como Choi Myung-sook, la madre de Seong-ok.[15]

#### Entorno de Min-hyuk y Hye-ryung
- Lee Hwi-seo como Jang Eun-ji, compañero de clase de secundaria y preparatoria de Min-hyuk y Hye-ryung.
- Kang Jun-gyu como Bu Jong-min, compañero de clase de secundaria y preparatoria de Min-hyuk y Hye-ryung.[16]
- Baek Seon-ho como Jang Eun-woo, un modelo.

#### Gente de Windus
- Yang Taek-ho como Park Jun-beom, fundador de la plataforma de moda Windus.
- Lee Ki-hyun como Lee Myung-jin, diseñador principal de Windus.
- Park Chang-hoon como Park Dong-hoon, diseñador de Windus.

### Apariciones especiales
- Lee Mi-do como la jefa del equipo de marketing de la empresa donde trabaja Sung-ok.[17][18]

## Banda sonora original
Entre diciembre de 2023 y febrero de 2024 se publicaron cinco sencillos de la banda sonora original de la serie. El 15 de marzo de 2024 se lanzó un disco doble con 38 pistas que contiene la banda sonora completa, con los temas ya publicados como sencillos y la música de fondo.
| Parte | Fecha de publicación                                                                | Título                                                                              | Letra                                                                               | Música                                                                              | Artista                                                                             | Ref.                                                                                |
| ----- | ----------------------------------------------------------------------------------- | ----------------------------------------------------------------------------------- | ----------------------------------------------------------------------------------- | ----------------------------------------------------------------------------------- | ----------------------------------------------------------------------------------- | ----------------------------------------------------------------------------------- |
| 1     | 26 de diciembre de 2023                                                             | «Stay»                                                                              | BB (Solsire), Dasol (Solsire)                                                       | BB (Solsire), Dasol (Solsire), Yeongwonhee (Solsire), TAN (Solsire)                 | Seola (WJSN), Taeyoung (Cravity)                                                    | [ 21 ] [ 22 ]                                                                       |
| 2     | 16 de enero de 2024                                                                 | «When I’m With U»                                                                   | Goblin, Dancing Cactus                                                              | Goblin, Dancing Cactus                                                              | THAMA                                                                               | [ 23 ] [ 24 ] [ 25 ]                                                                |
| 3     | 2 de febrero de 2024                                                                | «Stars»                                                                             | Kim Ho-jung, Rojun                                                                  | Kim Ho-jung, Rojun                                                                  | g0nny (Gurney)                                                                      | [ 26 ] [ 27 ]                                                                       |
| 4     | 16 de febrero de 2024                                                               | «Candle On The Water»                                                               | Gold Olive                                                                          | Kim Jong-cheon                                                                      | Jeebanoff                                                                           | [ 28 ]                                                                              |
| 5     | 24 de febrero de 2024                                                               | 이만 안녕 [«Adiós»]                                                                 | Kim Ho-kyung                                                                        | 1601 (Jeong Seung-hyun, Park Tae-hyun)                                              | Minseo                                                                              | [ 29 ]                                                                              |
| Notas | Las canciones de la banda sonora tienen una versión instrumental de igual duración. | Las canciones de la banda sonora tienen una versión instrumental de igual duración. | Las canciones de la banda sonora tienen una versión instrumental de igual duración. | Las canciones de la banda sonora tienen una versión instrumental de igual duración. | Las canciones de la banda sonora tienen una versión instrumental de igual duración. | Las canciones de la banda sonora tienen una versión instrumental de igual duración. |

## Producción
El guion de la serie está basado en el webtoon homónimo de Hyeono, que tiene la mejor marca de permanencia como número uno en Naver Webtoon, lo que generó grandes expectativas para aquella. Se produjo en doce episodios.
El 16 de junio de 2023 se anuncíó el nombre de los actores protagonistas Lee Dong-hae y Lee Seol. El 21 de noviembre del mismo año Channel A publicó imágenes de la lectura del guion y la fecha de estreno de la serie.

## Audiencia
Entre él y ella tuvo una acogida paupérrima en sus primeros episodios, con índices que oscilaron entre el 0,1 % y el 0,5 %. Otras series del mismo canal han obtenido al menos el 1-2 %. Como consecuencia, Channel A decidió cambiar repentinamente el día de emisión después del cuarto capítulo, pasando así del martes al viernes, y también se retrasó el horario de inicio en cuarenta minutos. SIn embargo, también en esta nueva colocación debía sufrir una fuerte competencia con algunos programas de entretenimiento en otros canales, por lo que la operación no tenía asegurado el éxito, y de hecho no mejoraron sus índices. Entre los motivos de este mal resultado de público se incluyen las limitaciones del propio canal, con una débil audiencia en series de ficción, y la decisión de emitir un solo día a la semana. Entre los factores internos, algunos observadores señalaron que el guion era aburrido, más allá del impactante incidente inicial en el que los protagonistas se encuentran en un motel acompañados de otras personas; también pudo influir el bajo nivel de reconocimiento de los actores, exceptuando a Lee Dong-hae.
| Episodio | Fecha de emisión        | Índices de audiencia (Nielsen Korea) |
| --- | ----------------------- | ------------------------------------ |
| 1 | 26 de diciembre de 2023 | 0,5 % (47.ª)                         |
| 2 | 2 de enero de 2024      | 0,432% (51.ª)                        |
| 3 | 9 de enero de 2024      | 0,429% (52.ª)                        |
| 4 | 16 de enero de 2024     | 0,168% (68.ª)                        |
| 5 | 26 de enero de 2024     | 0,33% (49.ª)                         |
| 6 | 2 de febrero de 2024    | 0,278 % (57.ª)                       |
| 7 | 9 de febrero de 2024    | 0,314 % (54.ª)                       |
| 8 | 16 de febrero de 2024   | 0,163 % (64.ª)                       |
| 9 | 23 de febrero de 2024   | 0,367 % (52.ª)                       |
| 10 | 1 de marzo de 2024      | 0,210 % (63.ª)                       |
| 11 | 8 de marzo de 2024      | 0,366 % (49.ª)                       |
| 12 | 15 de marzo de 2024     | 0,218 % (60.ª)                       |
| Promedio | Promedio                | 0,315 %                              |
| - En la tabla superior, los números azules representan las calificaciones más bajas y los números rojos representan las más altas. - Esta serie se transmite en un canal de cable/TV de pago que normalmente tiene una audiencia relativamente menor en comparación con las emisoras públicas/de televisión abierta ( KBS , SBS , MBC y EBS ). |                         |                                      |